# Sorbus eystettensis
Sorbus eystettensis är en rosväxtart som beskrevs av N.Mey.. Sorbus eystettensis ingår i släktet oxlar, och familjen rosväxter. Inga underarter finns listade i Catalogue of Life.